# Dalie Farah
Pour les articles homonymes, voir Farah.
Dalie Farah est une romancière et dramaturge française née le 22 février 1973 à Clermont-Ferrand (Auvergne). Elle écrit et publie aussi des critiques et chroniques (littérature, théâtre, danse, cinéma).

## Biographie
Fille d'un manœuvre de chantier et d'une femme de ménage nés en Algérie, Dalie Farah grandit dans une HLM à Clermont-Ferrand. Elle fait des études de lettres à l'université de Clermont-Ferrand. Agrégée de lettres, elle enseigne la littérature et la philosophie en classes préparatoires au lycée Jean Zay de Thiers depuis 2010. En 2019, elle publie son premier roman intitulé Impasse Verlaine aux Éditions Grasset. En 2021 sort le deuxième Le Doigt. Retrouver Fiona, son troisième roman, paraît aux Éditions Grasset le 8 mars 2023.

## Engagements
Dalie Farah s’engage dans une esthétique analytique : comprendre tous les systèmes de domination pour y échapper. Impasse Verlaine rend compte des aliénations familiales et de la transmission de la violence. « Le Doigt tente aussi une approche féministe qui déconstruit le mythe de la guerrière pour annihiler celui de la proie. La question de la restauration de la victime par elle-même sans dépendance affective avec l'agresseur et la réappropriation de son histoire par la puissance vitale… Que de possibles pour la cause féministe en complément des autres combats ».
Elle s'engage envers l'accueil des réfugiés et l'égalité et la justice sociale.
En septembre 2021, Annie Ernaux l’invite à partager une table sur le thème du « matrimoine » à Malakoff avec Jeanne Champagne.
Dalie Farah se réclame d’une esthétique vitaliste, nietzschéenne où la joie occupe une place centrale.

## Œuvres

### Romans
- Impasse Verlaine (Paris, Bernard Grasset, 2019) : il s’agit d’un roman qui retrace deux enfances, celle d’une mère et de sa fille liées par un amour paradoxal. Depuis les montagnes berbères d’Algérie, jusqu’aux volcans d’Auvergne, le roman initiatique accompagne l’échappée de la narratrice[12]. L’écriture réaliste joue de poésie et d’humour : « On retrouve dans les pages de Dalie Farah ce fameux humour des écorchés, cette façon d’attifer la douleur et de farder les bleus du corps » écrit Claro dans Le Monde[13]. Impasse Verlaine, sélectionné dans une vingtaine de prix, en a reçu dix dont le Prix Rémi Dubreuil du Premier Roman de la SGDL[14] ; le Prix des Lycéens et Apprentis de la Région Auvergne-Rhône-Alpes[15] ; Prix littéraire ENS Paris-Saclay[16] ; le Prix Livres en Vignes (Bourgogne)[17] ou le Prix ADELF (Langue française)[18].
- Le Doigt (Paris, Bernard Grasset, 2021) : ce roman va prolonger le premier. Il commence sur un fait divers : une jeune femme, professeure, fait un doigt d'honneur à un automobiliste, l’homme sort de sa voiture la toise et lui demande de recommencer…elle recommence et en retour il la gifle. Le texte mène l’enquête sur ce second geste avec minutie et auto-dérision[19]. « On rit en effet beaucoup en lisant Le Doigt. (….) Sa langue inventive, rapide et narquoise, tient à bonne distance toute possibilité de complaisance, contre laquelle l’emploi de la troisième personne ajoute une barrière supplémentaire. » écrit Raphaëlle Leyris dans Le Monde[20]… Le Doigt obtient le Grand Prix de l'Héroïne Madame Figaro en 2021[21].
- Retrouver Fiona (Paris, Bernard Grasset, 2023) : ce roman rend compte d’un fait-divers qui a eu lieu à Clermont-Ferrand en 2013[22]. « Le 12 mai 2013, Fiona, 5 ans, disparaît à Clermont-Ferrand, juste à côté de chez moi. Quatre mois plus tard, sa mère, Cécile Bourgeon, avoue en garde à vue que l’enfant est enterré près d’un lac de la région. Elle accuse son compagnon, Berkane Makhlouf, d'avoir frappé sa fille. Le corps ne sera jamais retrouvé. ». D'après Raphaëlle Leyris, dans Le Monde[23] : « Dans Retrouver Fiona, on lit ce que laissaient pressentir les deux textes précédents : la certitude, chez Dalie Farah, que « l’enfance n’aime pas les enfants », et met ceux-ci à la merci des adultes, dans une soumission dépourvue de choix. On y entend à nouveau sa rage rentrée à l’égard d’institutions étatiques, qui ne savent pas protéger les plus faibles de leur entourage. On y reconnaît sa voix vive, prompte au sarcasme sec, qui se serre parfois, saisie d’épouvante ou de désespoir face au sort réservé à Fiona, ou à des scènes saisies lors des passages devant la justice de Cécile Bourgeon et de son compagnon et complice, Berkane Makhlouf.  (…)  Raison pour laquelle « retrouver Fiona » consiste pour l’autrice à faire advenir un récit qui n’éclipse pas l’enfant, mais se préoccupe réellement de la trajectoire ayant mené celle-ci à la mort et tâche de mettre au jour les mécanismes de la violence en allant les chercher à la racine. La tâche est vaste, et Dalie Farah s’en acquitte certes de manière parfois un peu tâtonnante, mais avec un courage et une détermination poignants. ». Elle est l’invitée de l’émission Affaires sensibles qui porte sur cette tragédie[24].

### Ouvrages collectifs
- STOP [25](Paris, Manufacture de livres, 2023) : Dalie Farah participe à l’ouvrage collectif STOP publié à la Manufactures de livres. « Un collectif de soixante-huit auteurs et autrices a frappé à la porte de La Manufacture de livres. Leur projet, présenté sous forme de manifeste : rédiger un recueil, s’associer pour penser la littérature comme un acte de résistance, se rassembler autour de textes qui deviendraient un support à des échanges publics, des temps de rassemblement en festivals et librairies. »
- Sous nos regards, Récits de la violence pornographique (Paris, Éditions du Seuil, 2025) : Elle participe au livre collectif : Sous nos regards, Récits de la violence pornographique publié aux Éditions du Seuil. « Quinze écrivaines sont allées à la rencontre de quinze femmes parties civiles dans deux procès majeurs qui doivent se tenir en France, ceux des affaires « French Bukkake » et « Jacquie et Michel ». Pour la première fois, les organisateurs, producteurs et acteurs de la violence pornographique seront jugés pour un système d’exploitation et de domination des femmes, de violences sexistes, racistes et classistes : traite d’êtres humains en bande organisée, proxénétisme, viols en réunion, violence, chantage, menaces. »

### Théâtre
- L’apocalypse de Suzanne[26] (2022) : « Feydeau » philosophique qui interroge la manière d’aimer au XXIème siècle.

#### Projet «Gens de Clermont»
Dalie Farah entreprend un travail d’écriture ancré dans sa ville : Gens de Clermont. À partir de recueil de paroles, en écrivain public, elle écrit les gens de sa ville.
- Gens de Clermont I - L'entre-deux villes[27] (2022) : en collaboration avec le théâtre La Cour des 3 Coquins, le premier opus concerne le portrait et le récit des vies de clermontois habitant l’entre-deux ville.
- Gens de Clermont III - Ruptures et petits plats[28] (2022) : Dalie Farah propose une pièce chorale sur la rupture amoureuse écrite d’après un recueil de paroles auprès d’hommes et de femmes qui lui racontent une rupture mais aussi un plat symbolique de la relation vécue et achevée. La litanie des ruptures dépeignent la singularité et l’universel amoureux : en recherche d’amour, on se perd et on se trouve, dans le couple, on s’enferme ou on se libère selon une chimie opaque. On aime depuis son enfance, depuis le ton d’une rencontre, depuis ce que l’on voudrait être ou ce à quoi on voudrait ressembler, souvent on aime n’importe comment en désir impérieux de recevoir un peu d’amour, cela peut durer quelques mois ou des années pour enfin rompre et tenter de trouver à s’aimer mieux. Ou pas.
- Gens de Clermont IV - L'amour ne suffit pas[29] (2023) : c’est une pièce chorale sur l’entraide écrite d’après un recueil de paroles auprès des membres et salariés d’une association (ANEF) créée par Marguerite-Marie Michelin rescapée de Ravensbrück. MMM, comme on la surnomme, dit y avoir vécu la plus grande manifestation d’entraide, notamment féminine. L’amour suffit il ? Il y a quelque chose entre la Philia et l’Agapè des Grecs dans les valeurs affichées des associations d’entraide. Comment cet amour est-il possible dans un monde sauvage qui rend la vie sauvage au plus grand nombre ? Est-ce une vanité ? Une manière pour la société de se déculpabiliser de ce qu’elle fabrique ? Malgré l’infini du malheur, la solidarité survit, n’est-ce pas dans l’impossibilité de tout résoudre que réside aussi la beauté de l’humanité ?
- Gens de Clermont V - C’est ici que je vis (2024)[30] : Pièce chorale qui a pour vocation de saisir l’expérience sociale du relogement à travers tous ses acteurs : politiques, bailleurs, habitants. « SAMIRA- La rumeur fait peur. On te dit c’est ton bâtiment qui va tomber. Tu crois que c’est toi qui va tomber. Tu veux que ce soit le bâtiment de quelqu’un d’autre. On dit « Ils » vont démolir. On se demande qui. « Ils » c’est qui , ceux à qui on donne de l’argent depuis 20 ans ? Ces gens « ils » ils ont dû faire des réunions. C’est pas venu d’un coup si ? Je pense aux vieux. Aux plus vieux que moi. Les « ils » ils n’ont jamais vu de vieux ? Ils savent pas comment c’est fait un vieux ? Un vieux dans un H.L.M, il lui reste ses souvenirs et ses habitudes. Pas plus. Moi ça va, je suis vieille mais j’ai mes enfants, ils sont ma fortune, ils sont ma richesse. « Ils » Ils seront plus forts que nous. « nous » c’est les habitants. D’accord ou pas d’accord, on n’a pas le choix. Moi j’ai déjà quitté ma famille, mon pays. En toute sincérité, dans ma tête ici, je me suis fait une autre famille, même si je sors pas beaucoup, j’habite ici, j’existe ici, je suis chez moi ici. On est parmi les gens. On est des gens. Même si on décide pas. On est des gens. 20 ans. Qu’on se connaît ou qu’on se reconnaît. On s’arrange. Comment faire une autre vie hein ? »
- Gens de Clermont VI - Lis ou jette des pierres au soleil[31] (2024). Pièce chorale sur la lecture, les lecteurs, l’expérience de lecture. Dalie Farah s’est installée comme écrivain public à la Librairie Les Volcans pour recueillir les témoignages des lecteurs et des libraires. « Parler de livre, c’est parler de soi, de son enfance, du début des mots dans sa vie. Lis ou jette des pierres au soleil donne à vivre ces instants fous où on est là, sans être là, pris dans les pages d’un objet qui nous emporte loin et près de soi. Il est question de transmission, de pères, de mères douloureuses, d’enfants à naître, d’amour, de solitude et de partage. »
- Gens de Clermont VII - Elles migrent[32] (2023) : c’est une pièce chorale sur la migration au féminin. Les femmes sont persécutées parce qu'elles sont femmes, partout on capitalise leur corps, souvent elles n'ont pour choix que l'obéissance et la soumission. Pourtant, elles n'obtiennent pas l'asile parce qu'elles sont persécutées comme femmes. Pourquoi  fuient-elles ? Quels sont les espaces de dignité possible quand on a tout quitté pour échapper à la violence de la misère, à l'impasse d'un avenir empêché ?  « Les femmes fuient, et leur fuite est une course courageuse, admirable, une course entravée par des mains et des coups, entravée par des lois et des forces de l’ordre, une course qui les force parfois à plier le genou, à devenir un objet de transaction. » L'espérance d'une vie meilleure est-elle condamnable à qui n'a pas de passeport ?
- Gens de Clermont VIII - Chez moi comme chez vous - De l’hospitalité[33] (2024) : Pièce chorale issue d’un recueil de paroles auprès d’acteurs du tourisme, de touristes qui interroge l’accueil, l’hospitalité au 21ème siècle. « EMMANUEL- En fait, celui qui me montre la voie, c’est mon grand-père. Roger, c’est le grand-père auvergnat, né en 1923, force de la nature. Il a travaillé à 14 ans comme apprenti cuisinier. D’abord place de Jaude, à l’hôtel de Lyon, vous voyez, puis il est devenu cuisto ans l’éducation nationale ; il m’a fait aimer la vie. Il était le sourire et l’énergie, la vie. L’accueil, l’hospitalité, c’est lui, c’est l’Auvergnat des grandes tablées, on mange, on boit, on refait le monde. Il avait un jardin pour son travail et j’y allais avec lui, il m’apprenait tout. Cette tendresses épaisse comme du lard, elle m’a fait du bien et mon grand-père c’est un peu mon mentor, vous voyez. Il est mort en 2016. Il y a deux jours, j’ai rêvé de lui, il me faisait la bise, à demain papi, je lui ai dit. (silence) Quand je me suis réveillé, j’ai eu envie de croire qu’il était encore vivant. »
- Gens de Clermont IX - Le chat qui joue n’est pas un ours qui danse [Le paradoxe du spectateur][34] (2025) :Pièce chorale issu d’un recueil de paroles auprès de La Comédie, Scène Nationale de Clermont-Ferrand. « Un spectacle donne à voir, entendre, sentir et l’on tient souvent le spectateur pour un fainéant engoncé dans son fauteuil recevant l’absolution spectaculaire comme une hostie. Pourtant, ce n’est pas ce que montre ce recueil, un spectateur immobile n’est pas moins acteur que l’acteur qui s’agite et croit agir, le spectateur a sa part selon le fameux paradoxe du spectateur de Rancière : pas de spectacle sans spectateur. Le chat qui joue n’est pas un ours qui danse est une fausse sentence – malicieuse – pour explorer ce paradoxe à travers la parole des gens. »
- Gens de Clermont X - On parle d’amour et d’exil[35] (2024) : Dans le cadre du festival Migrant’scène, en partenariat avec La Cimade, accompagnée par Manu Bigeard (bassiste), Max Antar (auteur compositeur et guitariste) et Arash Barez (auteur-compositeur et guitariste),  Dalie Farah évoque les femmes et les hommes dont elle recueille la parole depuis des années, se remémorant leurs chants, poèmes et voix qui expriment l’amour et l’exil. « Vous parler d’elle ? Je ne sais pas  Je peux vous dire les yeux Ses yeux Je peux vous raconter sa bouche Ses lèvres Peut-être aussi ses bras et Il faudrait que je dise comment je peux respirer son souffle avant qu’il ne s’endorme Je peux vous dire ses seins Mais je crois que j’aurais peur Un peu honte de le dire à voix haute Je peux vous dire la main Je peux vous dire la peau Je peux vous dire L’attente, sur le trottoir chaud  Et ses mots qui restent Je peux vous dire la première fois Je peux vous dire comment j’ai senti quelque chose de douloureux qui était cet amour  Que je ne connaissais pas encore Je peux vous dire ce qui m’a piqué, là, Quand ça a commencé ».

#### Projet Gens de...
Dalie Farah propose son travail d’écriture documentaire et poétique auprès d’autres villes pour écrire sa « comédie humaine ». La ville de Cournon-d'Auvergne lui a donné carte blanche pour l’écriture d’une pièce chorale dont le recueil portait sur des jeunes femmes de 18 à 25 ans. Ce travail a abouté à un drame musical, Fières !,  à la Baie des Singes puis à la sortie d’un EP de cinq titres.

### Chroniques et critiques
Dalie Farah publie régulièrement des chroniques et des critiques (littérature, théâtre, danse, cinéma).

## Prix
- Prix Rémi Dubreuil du premier Roman de la Société des Gens de Lettres[14] (2019) pour Impasse Verlaine ;
- Prix ADELF[18] (2019) pour Impasse Verlaine ;
- Prix Livres en Vignes[17] (2019), pour Impasse Verlaine ;
- Prix des lycéens et des apprentis de la région Auvergne-Rhône-Alpes[15] (2020), pour Impasse Verlaine ;
- Prix littéraire ENS Paris-Saclay[16] (2020), pour Impasse Verlaine ;
- Prix du jury Lire Élire, Argenteuil (2020), pour Impasse Verlaine ;
- Prix Coup de cœur, Coup de Soleil (région Paca)[39] (2020), pour Impasse Verlaine ;
- Lauréate du Festival du Premier Roman de Chambery (2020), pour Impasse Verlaine ;
- Lauréate du Festival de Laval (2020), pour Impasse Verlaine ;
- Prix Charles de Gaulle du lycée français de Londres[40] (2020), pour Impasse Verlaine ;
- Grand Prix de l'Héroïne Madame Figaro[21] (2021), pour Le Doigt.